# Giuseppe Checcherini
Giuseppe Checcherini (Florència, 1777 - Nàpols, 19 de setembre de 1840) va ser un llibretista italià.
Va treballar per al Teatro Valle de Roma, després se'n va anar a Nàpols, al Teatro Nuovo com a director d'escena, i de tant en tant va escriure llibrets.

## Llibrets
- Il matrimonio per lettera di cambio, burletta per musica en dos actes per a Carlo Coccia, Roma, Teatro Valle, 14 de novembre de 1807
- La vedova bizzarra, burletta en dos actes per a Pasquale Sogner, Liorna, Teatro Carlo Lodovico, 16 de maig de 1809
- Misantropia e pentimento, opera semiseria en dos actes per a Carlo Conti, Nàpols, Teatro Nuovo, 4 de febrer de 1823
- Il trionfo della giustizia, opera en dos actes per a Carlo Conti, Nàpols, Teatro Nuovo, hivern 1823
- Federico II, re di Prussia per a Giuseppe Mosca, Nàpols, Teatro San Carlo, hivern 1824
- Il morto in apparenza, melodramma en dos actes per a Pietro Raimondi, Nàpols, Teatro Nuovo, estiu 1825
- Il finto feudatario, melodramma en dos actes per a Pietro Raimondi, Nàpols, Teatro Nuovo, 18 de maig de 1826
- La lucerna di Epitteto, opera semiseria en dos actes per a Luigi Ricci, Nàpols, Teatro Nuovo, carnaval 1827
- L'eremitaggio di Liwerpool, opera semiseria en dos actes (revisione di Emilia di Liverpool del 1824), per a Gaetano Donizetti, Nàpols, Teatro Nuovo, 8 de març de 1828
- La vita di un giuocatore, azione melodrammatica en tres actes per a Pietro Raimondi, Nàpols, Teatro Nuovo, 28 de desembre de 1831
- Ospitalità e vendetta, melodramma en dos actes per a Dionigio Pogliani Gagliardi, Nàpols, Teatro Nuovo, tardor 1832
- I parenti ridicoli, melodramma en dos actes per a Pietro Raimondi, Nàpols, Teatro Nuovo, primavera 1835